# Fred Liel
Adliel Martins Rodrigues (Itumbiara, 16 de abril de 1988), mais conhecido como Fred Liel (ou Dyliel), é um cantor, compositor e multi-instrumentista brasileiro de música sertaneja. Ficou conhecido por fazer parte da primeira formação da dupla sertaneja Fred & Gustavo, entre 2008 e 2013 e, atualmente, integra, com Fabrício Fiori, a dupla Fred & Fabrício.

## Biografia
Nascido em Itumbiara, – cidade onde o cantor e amigo Cristiano Araújo fez seu último show, antes de falecer – Adliel é apaixonado por música desde pequeno e ficava observando as rodas de viola que seus tios sempre faziam em festas da família. Começou a cantar nos bares da cidade aos 13 anos.

## Carreira
- Formou, em 2008, com o cantor e compositor Diego Damasceno, a dupla Diego & Dyliel, que se desfez muito rápido.
- Sua primeira composição, de 2008, é Sufoco, creditado como Dyliel, em parceria com Daniel Damasceno, que faleceu em 2020 em um acidente na cidade natal de Adliel.[3] A canção foi gravada primeiramente com Luan Santana, depois regravada pela dupla João Bosco & Vinícius, que levou a música a nível nacional.

- No mesmo ano, se juntou com Daniel Rodrigues Alves e formou a dupla Fred & Gustavo, com Adliel usando o nome artístico de Fred e Daniel como Gustavo. A dupla gravou sucessos, de autoria dos dois, como Então Valeu e Lendas e Mistérios, com a participação especial da dupla Maria Cecília & Rodolfo.
- Fred também compôs músicas gravadas por outros artistas, como Pra Ter o Seu Amor, de Jorge & Mateus, Jejum de Amor, gravada pelos próprios Fred & Gustavo, depois regravada por Gusttavo Lima, Amar Não É Pecado, de Luan Santana, tema da telenovela Morde & Assopra, exibida na Rede Globo, entre outras.
- Fred, em 2013, anunciou desligamento da dupla com Gustavo, alegando "desentendimentos internos"[4]. Fred começou a seguir carreira solo, com um álbum de estúdio intitulado Sertanejeiro, com a produção musical de Ivan Miyazato[5] e um álbum ao vivo intitulado Acústico, com as participações especiais do antigo parceiro Diego Damasceno e das duplas Beto & Lenon, César Menotti & Fabiano, João Bosco & Vinícius e Jorge & Mateus.[6]

- Em 2021, Fred Liel se juntou com Fabrício Fiori e deram início ao projeto Acústico de Primeira, resultando no início da dupla Fred & Fabrício, em atividade até os dias atuais.

## Discografia

### Diego & Dyliel
- Diego & Dyliel - Ao Vivo (2008)

### Fred & Gustavo
- Fred & Gustavo - Ao Vivo (2008)
- Fred & Gustavo - Vol. 2 (2009)
- Então Valeu - Ao Vivo (2011)
- Vai Que Eu Quero Ver (2013)

### Carreira solo
- Sertanejeiro (2015)
- Acústico (2016)

## Principais composições
| Ano  | Artista                   | Título                                             | Compositor(es)                                            |
| ---- | ------------------------- | -------------------------------------------------- | --------------------------------------------------------- |
| 2009 | Luan Santana              | Sufoco                                             | Dyliel / Diego Damasceno                                  |
| 2009 | João Bosco & Vinícius     | Sufoco                                             | Dyliel / Diego Damasceno                                  |
| 2009 | Fred & Gustavo            | Armadilha                                          | Fred                                                      |
| 2010 | Jorge & Mateus            | Pra Ter O Seu Amor                                 | Fred Liel / Jorge / Dudu Borges / Wendell Vieira          |
| 2011 | Luan Santana              | Amar Não É Pecado                                  | Fred Liel / Gustavo / Marco Aurélio / Márcia Araújo       |
| 2011 | Fred & Gustavo            | Então Valeu                                        | Fred / Gustavo / Marco Aurélio / Valéria Costa            |
| 2011 | Fred & Gustavo            | Lendas e Mistérios (part. Maria Cecília & Rodolfo) | Fred / Gustavo / Marco Aurélio                            |
| 2013 | Fred & Gustavo            | Pássaro Livre                                      | Fred Liel / Gustavo / Thiago Machado / Marco Aurelio      |
| 2013 | Fred & Gustavo            | Jejum de Amor                                      | Fred Liel / Gustavo / Marco Aurélio / Bruno Caliman       |
| 2014 | Gusttavo Lima             | Jejum de Amor                                      | Fred Liel / Gustavo / Marco Aurélio / Bruno Caliman       |
| 2015 | João Bosco & Vinícius     | Amiga Linda                                        | Fred Liel / Euler Coelho / Debora Xavier                  |
| 2015 | Zezé Di Camargo & Luciano | O Defensor                                         | Fred Liel / Marco Aurélio                                 |
| 2015 | Maria Cecília & Rodolfo   | Todos os Dias                                      | Fred Liel / Márcia Araújo / Débora Xavier                 |
| 2016 | Jorge & Mateus            | Te Amo Com Voz Rouca                               | Fred Liel / Euler Coelho / Débora Xavier                  |
| 2016 | Jorge & Mateus            | Novo Amigo                                         | Fred Liel / Stella Xavier                                 |
| 2016 | Fred Liel                 | Crença ou Religião                                 | Fred Liel / Euler Coelho / Débora Xavier                  |
| 2017 | César Menotti & Fabiano   | Crença ou Religião                                 | Fred Liel / Euler Coelho / Débora Xavier                  |
| 2017 | Zé Neto & Cristiano       | Por Nossos Filhos                                  | Fred Liel / Márcia Araújo / Cesar Menotti / Débora Xavier |
| 2023 | Fred & Fabrício           | Guarda Roupa (part. Hugo & Guilherme)              | Fred Liel / Matheus Neves / Renato Sousa                  |
| 2023 | Fred & Fabrício           | Flor de Plástico (part. Jorge & Mateus)            | Fred Liel / Euler Coelho / Débora Xavier                  |